# Gare de Grasse
La gare de Grasse est une gare ferroviaire française de la ligne de Cannes-la-Bocca à Grasse, située au sud de la ville de Grasse, dans le département des Alpes-Maritimes en région Provence-Alpes-Côte d'Azur.
Elle est mise en service en 1871 par la Compagnie des chemins de fer de Paris à Lyon et à la Méditerranée (PLM), fermée en 1938 et rouverte en 2005.
C'est une gare de la Société nationale des chemins de fer français (SNCF) desservie par des trains TER Provence-Alpes-Côte d'Azur desservant la Côte d'Azur jusqu'à Vintimille, via Cannes et Nice.

## Situation ferroviaire
Établie à 212 mètres d'altitude, la gare terminus de Grasse est située au point kilométrique (PK) 19,202 de la ligne de Cannes-la-Bocca à Grasse après la gare ouverte de Mouans-Sartoux, s'intercale la halte fermée du Plan-Plascassier. Elle dispose de plusieurs voies de service.

## Histoire

### Gare du PLM
La gare de Grasse est mise en service le 13 novembre 1871 par la Compagnie des chemins de fer de Paris à Lyon et à la Méditerranée (PLM), lorsqu'elle ouvre à l'exploitation sa ligne d'embranchement de Cannes-la-Bocca à Grasse.

### Gare de la SNCF
La SNCF ferme la ligne et la gare, au service des voyageurs, le 2 octobre 1938. 
Pendant la Seconde Guerre mondiale, les autorités allemandes rouvrent le service voyageurs qui se voit de nouveau fermé après la fin de la guerre, en 1946. Le service des marchandises reste ouvert.
En prévision de la réouverture de la ligne, un nouveau bâtiment voyageurs est inauguré le 18 décembre 2004. À l'initiative de la région PACA, la ligne rouvre le 27 avril 2005.
En 2010, débutent les travaux de réhabilitation de l'ancien bâtiment voyageurs du PLM.

Gare de Grasse
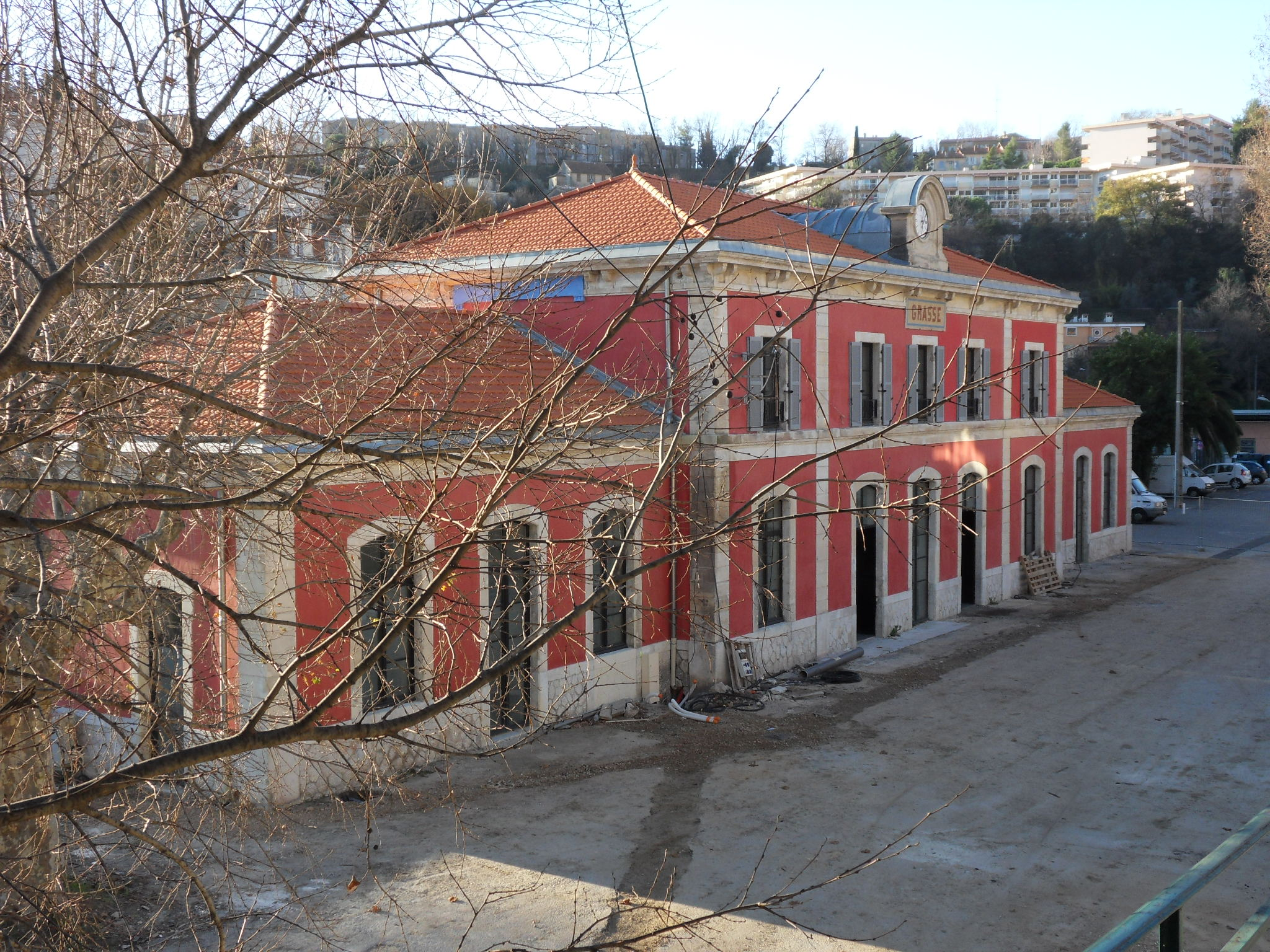
L'ancien bâtiment voyageurs.
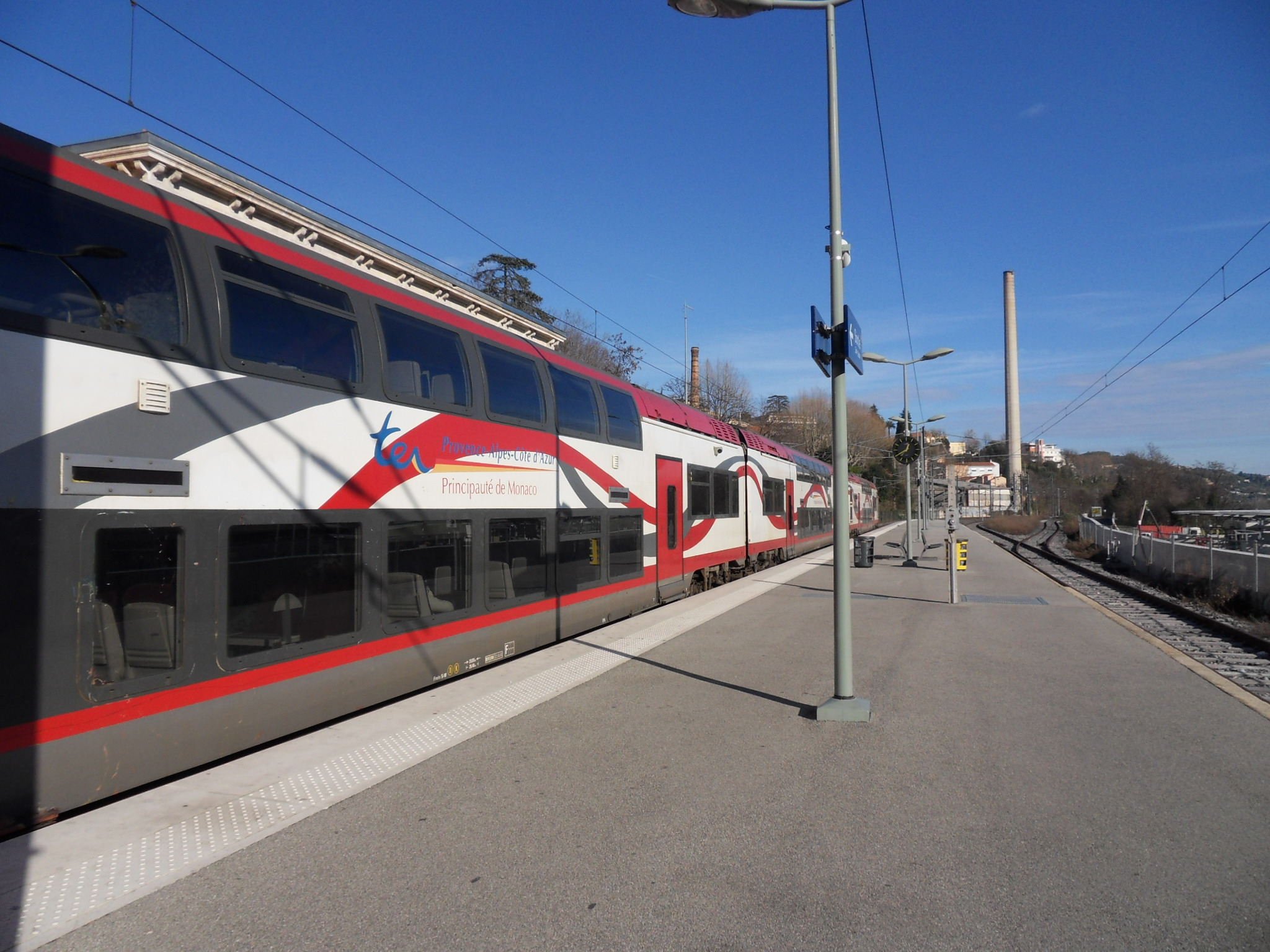
Un TER au départ.
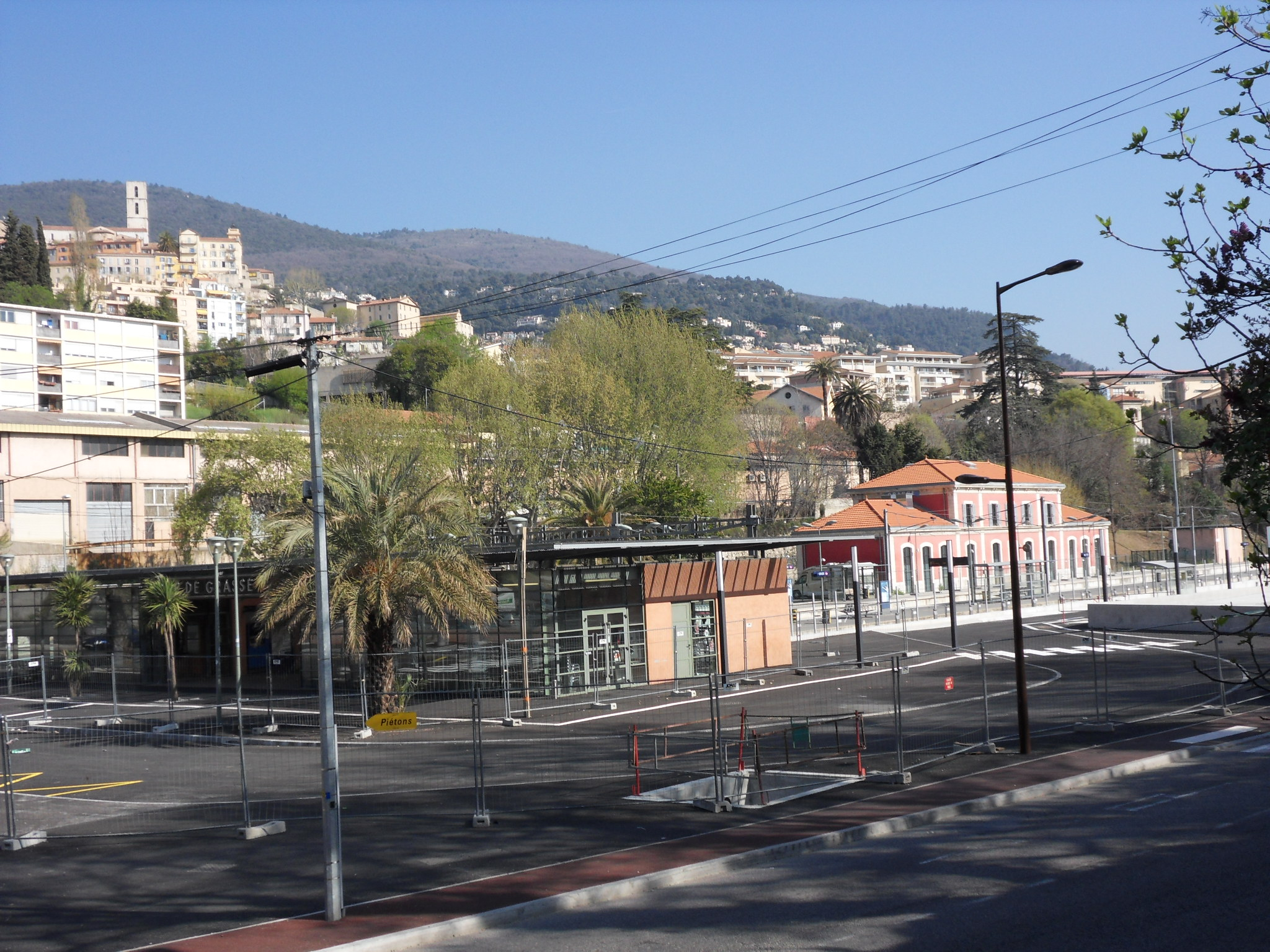
Le quartier de la gare.

## Fréquentation
De 2015 à 2023, selon les estimations de la SNCF, la fréquentation annuelle de la gare s'élève aux nombres indiqués dans le tableau ci-dessous.
| Année                      | 2015    | 2016    | 2017    | 2018    | 2019    | 2020    | 2021    | 2022    | 2023    |
| -------------------------- | ------- | ------- | ------- | ------- | ------- | ------- | ------- | ------- | ------- |
| Voyageurs                  | 300 028 | 276 380 | 101 176 | 260 180 | 340 736 | 167 249 | 267 345 | 374 990 | 472 884 |
| Voyageurs et non voyageurs | 333 365 | 307 089 | 112 418 | 289 089 | 378 596 | 185 833 | 297 050 | 416 656 | 525 426 |

## Service des voyageurs

### Accueil
Gare SNCF, elle dispose d'un bâtiment voyageurs.
Le guichet est définitivement fermé depuis le 01 mai 2024

### Desserte
Grasse est desservie par des trains TER Provence-Alpes-Côte d'Azur qui effectuent des missions entre les gares de Grasse et de Vintimille ou Nice-Ville, via Cannes.

### Intermodalité
Les bus Funix, 3, 4, 5, 6, 17, 21, 33, 34, 39 et 40 du réseau Sillages desservent la gare.

## Projet
Un projet de funiculaire reliant la gare et le centre ville est en cours.